# مونافیاسکونه
مونافیاسکونه (به ایتالیایی: Montefiascone) یک منطقهٔ مسکونی در ایتالیا است که در استان ویتربو واقع شده‌است.

## خصوصیات
مونافیاسکونه ۱۰۴ کیلومترمربع مساحت و ۱۳٬۷۱۲ نفر جمعیت دارد و ۵۹۰ متر بالاتر از سطح دریا واقع شده‌است.